# Paul Winckler (Beamter)
Paul Robert Ehregott Winckler (* um 1861; † 1930) war ein deutscher Verwaltungsbeamter und Rittergutsbesitzer.

## Leben
Paul Winckler studierte an der Ruprecht-Karls-Universität Heidelberg Rechtswissenschaft. 1881 wurde er Mitglied des Corps Guestphalia Heidelberg. Nach Abschluss des Studiums trat er in den preußischen Staatsdienst ein. Das Regierungsreferendariat absolvierte er bei der Regierung in Stade und bestand 1893 das Regierungsassessor-Examen. Von 1900 bis 1926 war er Landrat des Landkreises Zeitz. Nach seiner Pensionierung lebte er auf seinem Rittergut in Salsitz-Neuhaus bei Zeitz.